# Trizay-Coutretot-Saint-Serge

Trizay-Coutretot-Saint-Serge este o comună în departamentul Eure-et-Loir, Franța. În 1 ianuarie 2022 avea o populație de 438 de locuitori.